# João Paládio Eutiquiano
Flávio João Paládio Eutiquiano (em latim: Flavius Ioannes Palladius Eutychianus) foi um oficial bizantino do século VI, ativo durante o reinado dos imperadores Anastácio I Dicoro (r. 491–518) e Justino I (r. 518–527).

## Vida
Eutiquiano talvez pode ser identificado com o nativo de Edessa que era esposo de Aurélia ou Irene e que em 496/7 doou 100 soldos à construção de novos ornamentos de igreja em Edessa num tempo de pestilência. Conduziu o inquérito sobre as reclamações contra o bispo Pedro de Apameia conduzido em Apameia no começo de 519; é descrito como homem espectável, conde e presidente e foi nomeado em aclamações sobre esta ocasião. Também foi destinatário de uma carta de Severo de Antioquia em 514/8 na qual Severo repreendeu-o por se encontrar com um bispo deposto.